# District de Břeclav
Le district de Břeclav (en tchèque : okres Břeclav) est un des sept districts de la région de Moravie-du-Sud, en Tchéquie. Son chef-lieu est la ville de Břeclav.

## Liste des communes
Le district compte 63 communes, dont 9 ont le statut de ville (město, en gras) et 4 celui de bourg (městys, en italique) :
Bavory •
Boleradice •
Borkovany •
Bořetice •
Brod nad Dyjí •
Brumovice •
Břeclav •
Březí •
Bulhary •
Diváky •
Dobré Pole •
Dolní Dunajovice •
Dolní Věstonice •
Drnholec •
Hlohovec •
Horní Bojanovice • 
Horní Věstonice •
Hrušky •
Hustopeče •
Jevišovka •
Kašnice •
Klentnice •
Klobouky u Brna •
Kobylí •
Kostice •
Krumvíř •
Křepice •
Kurdějov •
Ladná •
Lanžhot •
Lednice •
Mikulov •
Milovice •
Moravská Nová Ves •
Moravský Žižkov •
Morkůvky •
Němčičky •
Nikolčice •
Novosedly •
Nový Přerov •
Pavlov •
Perná •
Podivín •
Popice •
Pouzdřany •
Přítluky •
Rakvice •
Šakvice •
Sedlec •
Šitbořice •
Starovice •
Starovičky •
Strachotín •
Tvrdonice •
Týnec •
Uherčice •
Valtice •
Velké Bílovice •
Velké Hostěrádky •
Velké Němčice •
Velké Pavlovice •
Vrbice •
Zaječí

## Principales communes
Population des principales communes du district au 1er janvier 2024 et évolution depuis le 1er janvier 2023 :
| Břeclav           | 24 863 | en augmentation |
| Mikulov           | 7 638  | en diminution   |
| Hustopeče         | 6 398  | en augmentation |
| Velké Bílovice    | 3 883  | en stagnation   |
| Lanžhot           | 3 627  | en diminution   |
| Valtice           | 3 593  | en augmentation |
| Velké Pavlovice   | 3 072  | en diminution   |
| Podivín           | 2 929  | en diminution   |
| Moravská Nová Ves | 2 630  | en diminution   |
| Klobouky u Brna   | 2 501  | en augmentation |